# Campyloneurus melanosoma
Campyloneurus melanosoma är en stekelart som beskrevs av Gyöö Viktor Szépligeti 1908. Campyloneurus melanosoma ingår i släktet Campyloneurus och familjen bracksteklar. Inga underarter finns listade.